# Challenge de Catalunya 2014
De Challenge de Catalunya is een golftoernooi van de Europese Challenge Tour. In 2014 wordt het voor de tweede keer gespeeld. Het prijzengeld is weer € 160.000, waarvan de winnaar € 25.000 krijgt.
Het toernooi is van 24-27 april en wordt gespeeld op de door Greg Norman ontworpen Lakes Course van de Lumine Golf Club ten zuiden van Barcelona. De 45-holes golfclub is sinds 2012 gastheer van Stage 2 van de Tourschool.
De eerste editie van de Catalunya Challenge was in 2012 en werd gewonnen door Brooks Koepka, die daarmee zijn eerste toernooi als professional won. In 2013 won hij drie toernooien, waarna hij automatisch naar de Europese Tour promoveerde.
De Challenge Tour heeft in 2014 drie toernooien in Spanje, het NH Collection Open werd drie weken begin april gespeeld en telde ook mee voor de Europese Tour, en in juni staat de Fred Olsen Challenge de España op de kalender.

## Verslag
De par van de baan is 71.

### Ronde 1
De eerste ronde bracht de 24-jarige Noor Joakim Mikkelsen aan de leiding. Hij maakte 8 birdies, het was een verbeterd baanrecord en zijn beste score sinds hij op de Challenge Tour speelt.

De beste Nederlander was Robin Kind met een score van 65, net een slag minder dan Maarten Lafeber, die Johan Cruijff, die daar in de buurt woont, als caddie had. Lafeber en Cruijff spelen al 15 jaar het Alfred Dunhill Links Kampioenschap samen.

### Ronde 2
Nadat de eerste starters zes holes hadden gespeeld, werden de spelers teruggeroepen. De wind bleef zo stormachtig dat rond 1 uur werd beslist om vrijdag niet meer verder te gaan. Pas zaterdag werd de tweede ronde afgemaakt. Antonio Hortal speelde gelijk aan het baanrecord van Mikkelsen en ging aan de leiding. Het toernooi is ingekort tot 54 holes.

### Ronde 3
Beste Nederlander was Wil Besseling, die een laatste ronde maakte van 68 en daarmee naar de 20ste plaats steeg.
- Scores

| Naam               | CTR | R2D | OWGR | Score R1 | Score R1 | Nr   | Score R2 | Score R2 | Totaal | Nr  | Score R3 | Score R3 | Totaal | Nr  |
| ------------------ | --- | --- | ---- | -------- | -------- | ---- | -------- | -------- | ------ | --- | -------- | -------- | ------ | --- |
| Antonio Hortal     | =   | =   | 1520 | 68       | -3       | T24  | 63       | -8       | -11    | 1   | 68       | -3       | -14    | 1   |
| Adrien Saddier     | =   | 96  | 529  | 64       | -7       | 2    | 70       | -1       | -8     | T3  | 75       | +4       | -4     | T20 |
| Wil Besseling      | 60  | =   | 555  | 68       | -3       | T26  | 73       | +2       | -1     | T54 | 68       | -3       | -4     | T20 |
| Robin Kind         | 81  | =   | 1212 | 65       | -6       | T3   | 72       | +1       | -5     | T14 | 74       | +3       | -2     | T33 |
| Christopher Mivis  | =   | =   | 1520 | 68       | -3       | T26  | 69       | -2       | -5     | T14 | 74       | +3       | -2     | T33 |
| Joakim Mikkelsen   | =   | =   | 1520 | 63       | -8       | 1    | 76       | +5       | -3     | T32 | 73       | +2       | -1     | T41 |
| Maarten Lafeber    | 8   | 219 | 820  | 66       | -5       | T5   | 72       | +1       | -4     | T24 | 74       | +3       | -1     | T41 |
| Pierre Relecom     | 64  | =   | 1267 | 72       | +1       | T102 | 74       | +3       | +4     | MC  |          |          |        |     |
| Guillaume Watremez | =   | =   | 1520 | 75       | +4       | T136 | 71       | par      | +4     | MC  |          |          |        |     |
| Tim Sluiter        | =   | =   | 489  | 72       | +1       | T102 | 76       | +5       | +6     | MC  |          |          |        |     |

| Leider |  | Toernooirecord |  | MC = missed cut = cut gemist |  | R2D |  | OWGR |

## Spelers
| - Carlos Aguilar - Björn Åkesson - Byeong-hun An - Phillip Archer - Connor Arendell - Scott Arnold - Jason Barnes - Filippo Bergamaschi - Wil Besseling - Cyril Bouniol - Christophe Brazillier - Daniel Brooks - Jerome Lando Casanova - Robert Coles - Jens Dantorp - Rhys Davies - Matteo Delpodio - Jack Doherty - Agustin Domingo - Bradley Dredge - Edouard Dubois - Pelle Edberg - Jamie Elson - Edouard Espana - Ben Evans - Jens Fahrbring - Oliver Farr - Oscar Florén - Matt Ford - Florian Fritsch - Dylan Frittelli - Jordi Garcia Pinto - Lorenzo Gagli - Daniel Gaunt - Adam Gee - Luke Goddard - Jean-Baptiste Gonnet | - Julien Guerrier - Mark F Haastrup - Chris Hanson - James Heath - Scott Henry - David Higgins - Wen-yi Huang - Jeppe Huldahl - Sam Hutsby - Daniel Im - Andrew Johnston - Michael Jonzon - Alexandre Kaleka - Dodge Kemmer - Lloyd Kennedy - Jesper Kennegard - Espen Kofstad - Mikko Korhonen - Maarten Lafeber - Joakim Lagergren - José Manuel Lara - Tain Lee - Niklas Lemke - Sam Little - Chris Lloyd - Gary Lockerbie - Michael Lorenzo-Vera - Mikael Lundberg - Paul Maddy - Andrew Marshall - Andrew McArthur - Richard McEvoy - Ruaidhri McGee - George Murray - Thomas Nørret - Pedro Oriol - Chris Paisley | - Jason Palmer - Brinson Paolini - Niccolo Quintarelli - Adrien Saddier - Kevin Phelan - Phillip Price - Bernd Ritthammer - Andrea Rota - Raymond Russell - Zane Scotland - Gareth Shaw - Callum Shinkwin - Joel Sjöholm - Tim Sluiter - Anthony Snobeck - Oscar Stark - Duncan Stewart - Brandon Stone - Alessandro Tadini - Steven Tiley - Mark Tullo - Damian Ulrich - Tjaart Van der Walt - Alvaro Velasco - Simon Wakefield - Pontus Widegren - Martin Wiegele Invitaties - Bjørn Pettersson Amateurs - Marc Dobias - Nathan Kimsey - Nicolas Thommen | - Pol Bech - Juan Antonio Bragulat - Jaime Camargo - Luis Claverie - Borja Etchart - Petr Gal - Javier Gallegos - Sebi García - Alfredo García-Heredia - Sebastian García Rodriguez - Ivó Giner - Stephen Grant - Xavier Guzman - Roland Hahn - Benjamin Hebert - Antonio Hortal - Jesus Legarrea - Thomas Linard - Santiago Luna - Gerard Piris Mateu - Christopher Mivis - Lukas Nemecz - Max Orrin - Jacobo Pastor Lopez - Sandro Piaget - Manuel Quiros - Adam Rajmont - Neil Raymond - Pierre Relecom - Xavier Ruiz Fonhof - Charles-Edouard Russo - Juan Fco Sarasti - Hamza Sayin - Joaquin Sierra - Manuel Trappel - Borja Virto - Guillaume Watremez |

1990 ·
1991 ·
1992 ·
1993 ·
1994 ·
1995 ·
1996 ·
1997 ·
1998 ·
1999 ·
2000 ·
2001 ·
2002 ·
2003 ·
2004 ·
2005 ·
2006 ·
2007 ·
2008 ·
2009 ·
2010 ·
2011 ·
2012 ·
2013 ·
2014